# 류도비트 오도르
류도비트 오도르(슬로바키아어: Ľudovít Ódor, 헝가리어: Ódor Lajos 오도르 러요시[*], 1976년 7월 2일~)는 슬로바키아의 정치인, 경제학자이다. 2018년부터 2023년까지 슬로바키아 국립은행 부총재를 지냈고 2023년 5월부터 10월까지 슬로바키아 총리를 역임하며 기술관료 내각을 이끌었다. 또한 총리 재임 시절인 2023년 7월부터 10월까지 임시 내무부 장관을 겸임했다. 그는 슬로바키아 내 소수민족인 헝가리인 출신으로는 최초로 슬로바키아 총리를 지냈다.